# Campeonato Sul-Americano de Atletismo Sub-23 de 2004 - Resultados
Esses foram os resultados do Campeonato Sul-Americano de Atletismo Sub-23 de 2004, que ocorreram de 23 a 27 de junho de 2004, no Polideportivo Máximo Viloria, em Barquisimeto, na Venezuela. 

## Resultado masculino

### 100 metros
| Posição | Bateria | Atleta             | Nacionalidade     | Tempo | Notas     |
| ------- | ------- | ------------------ | ----------------- | ----- | --------- |
| 1       | 1       | Eliézer de Almeida | Brasil            | 10.47 | Q         |
| 2       | 2       | Bruno Pacheco      | Brasil            | 10.56 | Q         |
| 3       | 1       | Cleavon Dillon     | Trindade e Tobago | 10.63 | convidado |
| 3       | 1       | Daniel Grueso      | Colômbia          | 10.64 | Q         |
| 4       | 1       | Kael Becerra       | Chile             | 10.70 | Q         |
| 5       | 2       | Wilmer Rivas       | Venezuela         | 10.71 | Q         |
| 6       | 2       | Andrés Gallegos    | Equador           | 10.78 | Q         |
| 7       | 1       | Pablo Heredia      | Argentina         | 10.90 | q         |
| 7       | 1       | Jorge Querales     | Venezuela         | 10.90 | q         |
| 9       | 2       | Diego Valdés       | Chile             | 10.93 |           |
| 10      | 2       | Eduar Mena         | Colômbia          | 11.01 |           |
| 11      | 2       | Pablo Cabrera      | Argentina         | 11.04 |           |
| 12      | 1       | Franklin Nazareno  | Equador           | 11.09 |           |

| Posição           | Atleta             | Nacionalidade | Tempo | Notas |
| ----------------- | ------------------ | ------------- | ----- | ----- |
| Medalha de ouro   | Bruno Pacheco      | Brasil        | 10.28 |       |
| Medalha de prata  | Eliézer de Almeida | Brasil        | 10.31 |       |
| Medalha de bronze | Daniel Grueso      | Colômbia      | 10.52 |       |
| 4                 | Wilmer Rivas       | Venezuela     | 10.58 |       |
| 5                 | Kael Becerra       | Chile         | 10.62 |       |
| 6                 | Andrés Gallegos    | Equador       | 10.66 |       |
| 7                 | Jorge Querales     | Venezuela     | 10.75 |       |
| 8                 | Pablo Heredia      | Argentina     | ?     |       |

### 200 metros
| Posição | Bateria | Atleta               | Nacionalidade     | Tempo | Notas     |
| ------- | ------- | -------------------- | ----------------- | ----- | --------- |
| 1       | 1       | Bruno Pacheco        | Brasil            | 20.69 | Q         |
| 2       | 1       | José Acevedo         | Venezuela         | 20.96 | Q         |
| 3       | 1       | José Manuel Carabalí | Venezuela         | 21.06 | convidado |
| 4       | 1       | Helly Ollarves       | Venezuela         | 21.13 | convidado |
| 5       | 1       | Julien Raeburn       | Trindade e Tobago | 21.18 | convidado |
| 6       | 2       | Andre Brown          | Trindade e Tobago | 21.42 | convidado |
| 3       | 2       | Jhon Valoyes         | Colômbia          | 21.46 | Q         |
| 4       | 2       | Basílio de Morães    | Brasil            | 21.55 | Q         |
| 5       | 2       | Wilmer Rivas         | Venezuela         | 21.56 | Q         |
| 6       | 2       | Mariano Jiménez      | Argentina         | 21.80 | Q         |
| 7       | 2       | Andrés Gallegos      | Equador           | 21.91 | q         |
| 8       | 1       | Franklin Nazareno    | Equador           | 21.92 | q         |
| 9       | 2       | Pablo Cabrera        | Argentina         | 22.21 |           |
| 10      | 1       | Diego Valdés         | Chile             | 22.29 |           |
| 11      |         | Kael Becerra         | Chile             | DNF   |           |

| Posição           | Atleta            | Nacionalidade | Tempo | Notas |
| ----------------- | ----------------- | ------------- | ----- | ----- |
| Medalha de ouro   | Bruno Pacheco     | Brasil        | 20.75 |       |
| Medalha de prata  | Basílio de Morães | Brasil        | 21.06 |       |
| Medalha de bronze | Wilmer Rivas      | Venezuela     | 21.30 |       |
| 4                 | Mariano Jiménez   | Argentina     | 21.39 |       |
| 5                 | Jhon Valoyes      | Colômbia      | 21.41 |       |
| 6                 | Franklin Nazareno | Equador       | 21.92 |       |
| 7                 | José Acevedo      | Venezuela     | ?     |       |
| 8                 | Andrés Gallegos   | Equador       | ?     |       |

### 400 metros
| Posição | Bateria | Atleta                    | Nacionalidade | Tempo | Notas |
| ------- | ------- | ------------------------- | ------------- | ----- | ----- |
| 1       | 1       | Luis Ambrósio             | Brasil        | 46.77 | Q     |
| 2       | 2       | Luis Luna                 | Venezuela     | 46.87 | Q     |
| 3       | 1       | Andrés Silva              | Uruguai       | 47.09 | Q     |
| 4       | 1       | José Faneite              | Venezuela     | 47.17 | Q     |
| 5       | 2       | Thiago Pereira Chyaromont | Brasil        | 47.27 | Q     |
| 6       | 2       | Jhon Valoyes              | Colômbia      | 47.32 | Q     |
| 7       | 2       | Francisco Aguirre         | Equador       | 47.94 | q     |
| 8       | 2       | César Barquero            | Peru          | 48.04 | q     |
| 9       | 1       | Cristián Reyes            | Chile         | 48.05 |       |
| 10      | 2       | Mariano Jiménez           | Argentina     | 48.16 |       |
| 11      | 1       | Arley Ruíz                | Colômbia      | 48.87 |       |
| 12      | 1       | Marco Rivadeneira         | Equador       | 49.60 |       |
| 13      | 1       | Scatland Trevor           | Guiana        | 49.73 |       |
| 14      | 2       | Cristopher Duvinguelo     | Chile         | 50.54 |       |
| 15      | 2       | Sibe Cornelis             | Suriname      | 52.66 |       |

| Posição           | Atleta                    | Nacionalidade | Tempo | Notas |
| ----------------- | ------------------------- | ------------- | ----- | ----- |
| Medalha de ouro   | Andrés Silva              | Uruguai       | 45.80 |       |
| Medalha de prata  | Luis Luna                 | Venezuela     | 46.03 |       |
| Medalha de bronze | Luis Ambrósio             | Brasil        | 46.46 |       |
| 4                 | José Faneite              | Venezuela     | 46.75 |       |
| 5                 | Jhon Valoyes              | Colômbia      | 48.04 |       |
| 6                 | Francisco Aguirre         | Equador       | 49.09 |       |
| 7                 | Thiago Pereira Chyaromont | Brasil        | ?     |       |
| 8                 | César Barquero            | Peru          | ?     |       |

### 800 metros
Final – 27 de junho

| Posição           | Atleta                    | Nacionalidade | Tempo   | Notas |
| ----------------- | ------------------------- | ------------- | ------- | ----- |
| Medalha de ouro   | Bayron Piedra             | Equador       | 1:47.43 |       |
| Medalha de prata  | Simoncito Silvera         | Venezuela     | 1:47.53 |       |
| Medalha de bronze | Fabiano Peçanha           | Brasil        | 1:48.66 |       |
| 4                 | Diego Chargal Diniz Gomes | Brasil        | 1:48.78 |       |
| 5                 | César Barquero            | Peru          | 1:49.50 |       |
| 6                 | Cristián Matute           | Equador       | 1:49.51 |       |
| 7                 | José Manuel González      | Venezuela     | 1:50.58 |       |
| 8                 | Féderico Padilla          | Colômbia      | 1:52.16 |       |
| 9                 | Scatland Trevor           | Guiana        | 1:58.45 |       |
| 10                | Sibe Cornelis             | Suriname      | 1:59.70 |       |

### 1.500 metros
Final – 26 de junho

| Posição           | Atleta          | Nacionalidade | Tempo   | Notas |
| ----------------- | --------------- | ------------- | ------- | ----- |
| Medalha de ouro   | Bayron Piedra   | Equador       | 3:46.37 |       |
| Medalha de prata  | Nico Herrera    | Venezuela     | 3:48.25 |       |
| Medalha de bronze | Leslie Encina   | Chile         | 3:50.40 |       |
| 4                 | Manuel González | Venezuela     | 3:50.84 |       |
| 5                 | Sebastián Pino  | Chile         | 3:52.49 |       |
| 6                 | Jhon Cusi       | Peru          | 3:55.49 |       |
| 7                 | Cleyton Aguiar  | Brasil        | 3:55.80 |       |
| 8                 | Óscar Lesmes    | Colômbia      | 3:59.56 |       |

### 5.000 metros
Final – 26 de junho

| Posição           | Atleta            | Nacionalidade | Tempo    | Notas |
| ----------------- | ----------------- | ------------- | -------- | ----- |
| Medalha de ouro   | Manuel Bellorín   | Venezuela     | 14:52.11 |       |
| Medalha de prata  | Óscar Lesmes      | Colômbia      | 14:53.59 |       |
| Medalha de bronze | Eduard Villanueva | Venezuela     | 15:52.40 |       |
| 4                 | Cleveland Forde   | Guiana        | 16:13.03 |       |

### 10.000 metros
Final – 27 de junho

| Posição           | Atleta                     | Nacionalidade | Tempo    | Notas |
| ----------------- | -------------------------- | ------------- | -------- | ----- |
| Medalha de ouro   | João Augusto Stingelin     | Brasil        | 30:51.13 |       |
| Medalha de prata  | Jhon Cusi                  | Peru          | 31:18.13 |       |
| Medalha de bronze | Leslie Encina              | Chile         | 31:20.36 |       |
| 4                 | Dany Cornieles             | Venezuela     | 31:24.94 |       |
| 5                 | Leandro Prates de Oliveira | Brasil        | 31:50.42 |       |
| 6                 | Santiago Figueroa          | Argentina     | 32:32.03 |       |
| 7                 | Cleveland Forde            | Guiana        | 36:46.26 |       |
| 8                 | Hugo Díaz                  | Chile         | DNF      |       |
| 9                 | Delvis Sánchez             | Venezuela     | DNF      |       |
| 10                | Mariano Mastromarino       | Argentina     | DNF      |       |

### 110 metros barreiras
Final – 27 de junho

Vento: -0.4 m/s
| Posição           | Atleta                     | Nacionalidade | Tempo | Notas |
| ----------------- | -------------------------- | ------------- | ----- | ----- |
| Medalha de ouro   | Mauricio da Silva Teixeira | Brasil        | 14.03 |       |
| Medalha de prata  | Francisco Schilling        | Chile         | 14.23 |       |
| Medalha de bronze | Marlean Reina              | Venezuela     | 14.45 |       |
| 4                 | Leandro Peyrano            | Argentina     | 14.56 |       |
| 5                 | Francisco Castro           | Chile         | 15.32 |       |
| 6                 | Óscar Candanoza            | Colômbia      | 15.57 |       |

### 400 metros barreiras
| Posição | Bateria | Atleta                 | Nacionalidade | Tempo | Notas |
| ------- | ------- | ---------------------- | ------------- | ----- | ----- |
| 1       | 2       | Diego Venâncio         | Brasil        | 52.37 | Q     |
| 2       | 1       | José Ignacio Pignataro | Argentina     | 52.71 | Q     |
| 3       | 2       | Sebastián Lasquera     | Argentina     | 52.67 | Q     |
| 4       | 1       | Raphael Fernandes      | Brasil        | 52.82 | Q     |
| 5       | 2       | Víctor Solarte         | Venezuela     | 53.19 | Q     |
| 6       | 1       | Óscar Candanoza        | Colômbia      | 53.50 | Q     |
| 7       | 1       | Ángel Rodríguez        | Venezuela     | 53.58 | q     |
| 8       | 1       | Francisco Schilling    | Chile         | 56.12 | q     |

| Posição           | Atleta                 | Nacionalidade | Tempo | Notas |
| ----------------- | ---------------------- | ------------- | ----- | ----- |
| Medalha de ouro   | Sebastián Lasquera     | Argentina     | 50.48 |       |
| Medalha de prata  | Diego Venâncio         | Brasil        | 50.49 |       |
| Medalha de bronze | Raphael Fernandes      | Brasil        | 50.84 |       |
| 4                 | Víctor Solarte         | Venezuela     | 51.14 |       |
| 5                 | José Ignacio Pignataro | Argentina     | 51.15 |       |
| 6                 | Ángel Rodríguez        | Venezuela     | 53.02 |       |
| 7                 | Óscar Candanoza        | Colômbia      | 53.11 |       |
| 8                 | Francisco Schilling    | Chile         | 55.25 |       |

### 3.000 metros com obstáculos
Final – 27 de junho

| Posição           | Atleta                | Nacionalidade | Tempo   | Notas |
| ----------------- | --------------------- | ------------- | ------- | ----- |
| Medalha de ouro   | Mariano Mastromarino  | Argentina     | 8:54.92 |       |
| Medalha de prata  | Jean Calzadilla       | Venezuela     | 8:56.55 |       |
| Medalha de bronze | Sergio Lobos          | Chile         | 9:01.44 |       |
| 4                 | Sebastián Pino        | Chile         | 9:12.75 |       |
| 5                 | Dugaldo Vera          | Venezuela     | 9:17.30 |       |
| 6                 | Vinícius Campos Lopes | Brasil        | 9:17.55 |       |
| 7                 | Jhon García           | Colômbia      | 9:21.36 |       |
| 8                 | Fernando Fernandes    | Brasil        | DNF     |       |

### Revezamento 4x100 m
| Posição | Nacionalidade        | Atletas                                                         | Tempo | Notas |
| ------- | -------------------- | --------------------------------------------------------------- | ----- | ----- |
| 1       | Antilhas Holandesas  | Geronimo Goeloe Charlton Raffaela Jairo Duzant Churandy Martina | 39.18 |       |
| 2       | República Dominicana | Juan Encarnación Luis Morillo Juan Sainfleur Joel Báez          | 39.84 |       |
| 3       | Venezuela            | Marlean Reina Andre Brown/ Edwin Villot Cristián Jonis Sevilla  | 41.54 |       |

| Posição           | Nacionalidade | Atletas                                                                  | Tempo | Notas |
| ----------------- | ------------- | ------------------------------------------------------------------------ | ----- | ----- |
| Medalha de ouro   | Brasil        | Eliézer de Almeida Paulo Roberto Orlando Basílio de Morães Bruno Pacheco | 39.42 |       |
| Medalha de prata  | Colômbia      | Wilmer Murillo Jhon Valoyes Daniel Grueso Eduar Mena                     | 40.24 |       |
| Medalha de bronze | Chile         | Iván Sandoval Kael Becerra Diego Valdés Benjamín Bravo                   | 41.07 |       |
| 4                 | Equador       | Francisco Aguirre Andrés Gallegos Marco Rivadeneira Franklin Nazareno    | 41.73 |       |
| 5                 | Argentina     | Pablo Cabrera Sebastián Lasquera Mariano Jiménez José Ignacio Pignataro  | 41.75 |       |
| 6                 | Venezuela     | Carlos Silva Jorge Querales Gustavo Montalvo Wilmer Rivas                | 41.76 |       |

### Revezamento 4x400 m
Final – 27 de junho

| Posição           | Nacionalidade     | Atletas                                                                              | Tempo   | Notas     |
| ----------------- | ----------------- | ------------------------------------------------------------------------------------ | ------- | --------- |
| 1                 | Trindade e Tobago | Simon Pierre Damion Barry Sherridan Kirk Ato Stephens                                | 3:05.55 | convidado |
| Medalha de ouro   | Brasil            | Luis Eduardo Ambrósio Diego Chargal Diniz Gomes Diego Venâncio Paulo Roberto Orlando | 3:06.85 |           |
| Medalha de prata  | Venezuela         | José Faneite Simoncito Silvera Víctor Solarte Luis Luna                              | 3:09.00 |           |
| Medalha de bronze | Argentina         | Sebastián Lasquera Mariano Jiménez Pablo Cabrera José Ignacio Pignataro              | 3:12.02 |           |
| 4                 | Equador           |                                                                                      | 3:13.27 |           |
| 5                 | Chile             | Cristopher Duvinguelo Benjamín Bravo Cristián Reyes Francisco Schilling              | 3:13.79 |           |
| 6                 | Colômbia          | José Arlex Ruíz Guillermo Padilla Wilmer Murillo Jhon Valoyes                        | 3:15.65 |           |

### 20 km marcha atlética
Final – 27 de junho

| Posição           | Atleta                  | Nacionalidade | Tempo      | Notas |
| ----------------- | ----------------------- | ------------- | ---------- | ----- |
| Medalha de ouro   | Gustavo Restrepo        | Colômbia      | 1:26:59.60 |       |
| Medalha de prata  | Rafael dos Anjos Duarte | Brasil        | 1:27:19.85 |       |
| Medalha de bronze | Xavier Malacatus        | Equador       | 1:31:06.42 |       |
| 4                 | Dionisio Neyra          | Peru          | 1:34:07.89 |       |
| 5                 | Alex Jara               | Chile         | 1:34:32.85 |       |
| 6                 | Fillol Bayona           | Venezuela     | 1:35:42.86 |       |
| 7                 | Mario Romero            | Venezuela     | 1:39:18.93 |       |
| 8                 | Cristián Bascuñan       | Chile         | 1:41:01.04 |       |

### Salto em altura
Final – 27 de junho

| Posição           | Atleta                          | Nacionalidade | Resultado | Notas |
| ----------------- | ------------------------------- | ------------- | --------- | ----- |
| Medalha de ouro   | Fábio Resende Baptista          | Brasil        | 2.14      |       |
| Medalha de prata  | Éderson Paulo Lopes de Oliveira | Brasil        | 2.05      |       |
| Medalha de bronze | Daniel Rodríguez                | Venezuela     | 2.00      |       |
| 4                 | Francisco Castro                | Chile         | 1.95      |       |
| 5                 | Jackson Valero                  | Venezuela     | 1.95      |       |
| 6                 | Cristián Herrera                | Chile         | 1.90      |       |

### Salto com vara
Final – 27 de junho

| Posição           | Atleta                          | Nacionalidade | Resultado | Notas |
| ----------------- | ------------------------------- | ------------- | --------- | ----- |
| Medalha de ouro   | Jorge Naranjo                   | Chile         | 5.20      |       |
| Medalha de prata  | José Francisco Nava             | Chile         | 5.00      |       |
| Medalha de bronze | Guillermo Chiaraviglio          | Argentina     | 5.00      |       |
| 4                 | Daniel Vitor Matias Gabriel     | Brasil        | 4.80      |       |
| 5                 | César González                  | Venezuela     | 4.55      |       |
| 6                 | Rafael Nascimento da Encarnação | Brasil        | 4.40      |       |
| 7                 | Alberto Domoromo                | Venezuela     | 4.20      |       |

### Salto em comprimento
Final – 26 de junho

| Posição           | Atleta                 | Nacionalidade | Resultado | Notas |
| ----------------- | ---------------------- | ------------- | --------- | ----- |
| Medalha de ouro   | Irving Saladino        | Panamá        | 7.74      |       |
| Medalha de prata  | Rogério da Silva Bispo | Brasil        | 7.69      |       |
| Medalha de bronze | Luis Tristán           | Peru          | 7.25      |       |
| 4                 | Orlando Acosta         | Venezuela     | 7.16      |       |
| 5                 | Luis Rodríguez         | Venezuela     | 7.08      |       |
| 6                 | José Francisco Nava    | Chile         | 6.94      |       |
| 7                 | Óscar Alvarenga        | Paraguai      | 6.90      |       |
| 8                 | Felipe Moreno          | Colômbia      | 6.70      |       |
| 9                 | Hugo Chila             | Equador       | 6.66      |       |

### Salto triplo
Final – 26 de junho

| Posição           | Atleta                | Nacionalidade | Resultado | Notas |
| ----------------- | --------------------- | ------------- | --------- | ----- |
| Medalha de ouro   | Jefferson Dias Sabino | Brasil        | 16.27     |       |
| Medalha de prata  | José Francisco Nava   | Chile         | 14.85     |       |
| Medalha de bronze | Óscar Alvarenga       | Paraguai      | 14.70     |       |
| 4                 | Francisco Castro      | Chile         | 14.63     |       |
| 5                 | Luis Rodríguez        | Venezuela     | 14.09     |       |

### Arremesso de peso
Final – 26 de junho

| Posição           | Atleta                    | Nacionalidade | Resultado | Notas |
| ----------------- | ------------------------- | ------------- | --------- | ----- |
| Medalha de ouro   | Gustavo Gomes de Mendonça | Brasil        | 17.21     |       |
| Medalha de prata  | Carlos Jovanny García     | Colômbia      | 17.16     |       |
| Medalha de bronze | Edmundo Martínez          | Venezuela     | 17.14     |       |
| 4                 | Germán Lauro              | Argentina     | 16.49     |       |
| 5                 | Gonzalo Riffo             | Chile         | 15.97     |       |
| 6                 | José Antunez              | Venezuela     | 15.32     |       |
| 7                 | Juan Gurendiain           | Argentina     | 14.92     |       |
| 8                 | Maximiliano Alonso        | Chile         | 13.68     |       |

### Lançamento de disco
Final – 26 de junho

| Posição           | Atleta                    | Nacionalidade | Resultado | Notas |
| ----------------- | ------------------------- | ------------- | --------- | ----- |
| Medalha de ouro   | Héctor Hurtado            | Venezuela     | 54.75     |       |
| Medalha de prata  | Gustavo Gomes de Mendonça | Brasil        | 52.75     |       |
| Medalha de bronze | Germán Lauro              | Argentina     | 50.56     |       |
| 4                 | Flávio Barbosa da Cruz    | Brasil        | 46.76     |       |
| 5                 | Maximiliano Alonso        | Chile         | 43.17     |       |
| 6                 | Edmundo Martínez          | Venezuela     | 42.85     |       |
| 7                 | Carlos Jovanny García     | Colômbia      | 41.29     |       |
| 8                 | Gonzalo Riffo             | Chile         | NM        |       |

### Lançamento de martelo
Final – 26 de junho

| Posição           | Atleta                   | Nacionalidade | Resultado | Notas |
| ----------------- | ------------------------ | ------------- | --------- | ----- |
| Medalha de ouro   | Roberto Sáez             | Chile         | 63.95     |       |
| Medalha de prata  | Wagner Carvalho Domingos | Brasil        | 63.86     |       |
| Medalha de bronze | Armando dos Santos       | Brasil        | 62.96     |       |
| 4                 | Lucas Andino             | Argentina     | 62.75     |       |
| 5                 | Diego Gallardo           | Chile         | 58.53     |       |
| 6                 | Leandro Benetti          | Argentina     | 57.66     |       |
| 7                 | Pedro Múñoz              | Venezuela     | 57.42     |       |
| 8                 | Freiman Arias            | Colômbia      | 52.22     |       |
| 9                 | José Ovalles             | Venezuela     | 47.90     |       |

### Lançamento de dardo
Final – 27 de junho

| Posição           | Atleta                          | Nacionalidade | Resultado | Notas |
| ----------------- | ------------------------------- | ------------- | --------- | ----- |
| Medalha de ouro   | Alexon dos Santos Maximiano     | Brasil        | 71.49     |       |
| Medalha de prata  | Júlio César Miranda de Oliveira | Brasil        | 71.49     |       |
| Medalha de bronze | Arley Ibargüen                  | Colômbia      | 70.05     |       |
| 4                 | Nicolás Infante                 | Chile         | 59.83     |       |

### Decatlo
Final – 27 de junho

| Pos.              | Atleta                        | Nacionalidade | 100 m       | SD          | AP    | SA   | 400 m | 110 m C/B   | AD    | SV   | LD    | 1500 m  | PG   | Notas |
| ----------------- | ----------------------------- | ------------- | ----------- | ----------- | ----- | ---- | ----- | ----------- | ----- | ---- | ----- | ------- | ---- | ----- |
| Medalha de ouro   | Leandro Peyrano               | Argentina     | 11.22 (0.0) | 6.98 (-0.3) | 9.99  | 1.85 | 49.83 | 14.44 (0.1) | 28.10 | 4.80 | 45.05 | 4:39.29 | 6993 |       |
| Medalha de prata  | Fagner Alves Martins          | Brasil        | 11.21 (0.0) | 6.86        | 12.70 | 1.91 | 51.00 | 15.32 (0.1) | 39.66 |      |       |         | 6852 |       |
| Medalha de bronze | Andrés Horacio Mantilla       | Colômbia      | 11.46 (0.0) | 6.60 (1.8)  | 12.49 | 1.94 | 52.39 | 15.14 (0.1) | 39.60 | 3.70 | 48.58 | 4:44.78 | 6816 |       |
| 4                 | Gerardo Canale                | Argentina     | 11.66 (0.0) |             |       |      |       |             |       |      |       |         | ?    |       |
| 5                 | Freddy Díaz                   | Venezuela     | 11.34 (0.0) | 6.67 (-0.1) | 10.84 | 1.85 | 50.76 | 15.19 (0.1) | 28.51 | 4.20 | 46.84 | 4:30.97 | 6723 |       |
| 6                 | William Alexander Valor       | Venezuela     | 11.20 (0.0) | 6.28 (0.1)  | 10.48 | 1.94 | 49.68 | 17.07 (0.1) | 28.35 | 4.00 | 47.77 | 4:37.80 | 6474 |       |
| 7                 | Carlos Eduardo Bezerra Chinin | Brasil        | 11.37 (0.0) |             |       |      |       |             |       |      |       |         | DNF  |       |

## Resultado feminino

### 100 metros
| Posição | Bateria | Atleta                  | Nacionalidade         | Tempo | Notas     |
| ------- | ------- | ----------------------- | --------------------- | ----- | --------- |
| 1       | 1       | Thatiana Regina Ignácio | Brasil                | 11.66 | Q         |
| 2       | 1       | Virgil Hodge            | São Cristóvão e Nevis | 11.85 | convidado |
| 2       | 2       | Raquel Camillo da Costa | Brasil                | 11.87 | Q         |
| 3       | 1       | Yomara Hinestroza       | Colômbia              | 11.91 | convidado |
| 3       | 2       | Daniela Pávez           | Chile                 | 11.92 | Q         |
| 4       | 2       | Melisa Murillo          | Colômbia              | 11.96 | Q         |
| 5       | 2       | Carol Clarke            | São Cristóvão e Nevis | 11.97 | convidado |
| 5       | 1       | Daniela Riderelli       | Chile                 | 12.12 | Q         |
| 6       | 1       | Liliana Tantucci        | Argentina             | 12.20 | Q         |
| 7       | 1       | María Ochoa             | Venezuela             | 12.54 | q         |
| 8       | 2       | Jackeline Carabalí      | Venezuela             | 12.54 | q         |

| Posição           | Atleta                  | Nacionalidade | Tempo | Notas |
| ----------------- | ----------------------- | ------------- | ----- | ----- |
| Medalha de ouro   | Thatiana Regina Ignácio | Brasil        | 11.63 |       |
| Medalha de prata  | Melisa Murillo          | Colômbia      | 11.78 |       |
| Medalha de bronze | Raquel Camillo da Costa | Brasil        | 11.86 |       |
| 4                 | Daniela Pávez           | Chile         | 11.91 |       |
| 5                 | Liliana Tantucci        | Argentina     | 12.20 |       |
| 6                 | Jackeline Carabalí      | Venezuela     | 12.26 |       |
| 7                 | Daniela Riderelli       | Chile         | 12.32 |       |
| 8                 | María Ochoa             | Venezuela     | 12.62 |       |

### 200 metros
| Posição | Bateria | Atleta                   | Nacionalidade         | Tempo | Notas     |
| ------- | ------- | ------------------------ | --------------------- | ----- | --------- |
| 1       | 2       | Tiandra Ponteen          | São Cristóvão e Nevis | 23.75 | convidado |
| 1       | 2       | Darlenys Obregón         | Colômbia              | 24.09 | Q         |
| 2       | 1       | María José Echeverría    | Chile                 | 24.54 | Q         |
| 3       | 2       | María Fernanda Mackenna  | Chile                 | 24.74 | Q         |
| 4       | 1       | Amanda Fontes Dias       | Brasil                | 24.76 | Q         |
| 5       | 1       | Nathandra John           | São Cristóvão e Nevis | 24.77 | convidado |
| 5       | 2       | Ángela Alfonso           | Venezuela             | 25.15 | Q         |
| 6       | 2       | Liliana Tantucci         | Argentina             | 26.65 | Q         |
| 7       | 2       | Alessandra Matos Joaquim | Brasil                | 25.69 | q         |
| 8       | 1       | Jackeline Carabalí       | Venezuela             | 25.77 | q         |
| 9       | 1       | Juliana Crespo           | Argentina             | DNF   |           |

| Posição           | Atleta                   | Nacionalidade | Tempo | Notas |
| ----------------- | ------------------------ | ------------- | ----- | ----- |
| Medalha de ouro   | Darlenys Obregón         | Colômbia      | 23.76 |       |
| Medalha de prata  | María Fernanda Mackenna  | Chile         | 24.47 |       |
| Medalha de bronze | Amanda Fontes Dias       | Brasil        | 24.55 |       |
| 4                 | Ángela Alfonso           | Venezuela     | 24.61 |       |
| 5                 | María José Echeverría    | Chile         | 24.70 |       |
| 6                 | Jackeline Carabalí       | Venezuela     | 25.36 |       |
| 7                 | Alessandra Matos Joaquim | Brasil        | 26.39 |       |
| 8                 | Liliana Tantucci         | Argentina     | DNF   |       |

### 400 metros
| Posição | Bateria | Atleta                 | Nacionalidade | Tempo | Notas     |
| ------- | ------- | ---------------------- | ------------- | ----- | --------- |
| 9       | 2       | Lucy Jaramillo         | Equador       | 54.73 | Q         |
| 9       | 1       | Joyce Chagas Prieto    | Brasil        | 54.87 | Q         |
| 9       | 1       | María Alejandra Idrovo | Colômbia      | 55.00 | convidado |
| 9       | 2       | Ángela Alfonso         | Venezuela     | 55.02 | Q         |
| 9       | 1       | Yusmelys García        | Venezuela     | 56.34 | Q         |

| Posição           | Atleta                | Nacionalidade | Tempo | Notas |
| ----------------- | --------------------- | ------------- | ----- | ----- |
| Medalha de ouro   | Joyce Chagas Prieto   | Brasil        | 54.38 |       |
| Medalha de prata  | Lucy Jaramillo        | Equador       | 54.52 |       |
| Medalha de bronze | Ángela Alfonso        | Venezuela     | 54.77 |       |
| 4                 | Yusmelys García       | Venezuela     | 56.50 |       |
| 5                 | Marli de Lima Pereira | Brasil        | 56.55 |       |
| 6                 | Juliana Crespo        | Argentina     | 57.45 |       |

### 800 metros
Final – 27 de junho

| Posição           | Atleta                | Nacionalidade | Tempo   | Notas |
| ----------------- | --------------------- | ------------- | ------- | ----- |
| Medalha de ouro   | Rejane Bispo da Silva | Brasil        | 2:09.88 |       |
| Medalha de prata  | Marcela Britos        | Uruguai       | 2:10.14 |       |
| Medalha de bronze | Yenny Mejías          | Venezuela     | 2:10.15 |       |
| 4                 | Kamila Govorcín       | Chile         | 2:12.43 |       |
| 5                 | Berlín Marrero        | Venezuela     | 2:13.00 |       |

### 1.500 metros
Final – 26 de junho

| Posição           | Atleta                | Nacionalidade | Tempo   | Notas     |
| ----------------- | --------------------- | ------------- | ------- | --------- |
| Medalha de ouro   | Mónica Amboya         | Equador       | 4:27.30 |           |
| 2                 | Jéssica Quispe        | Peru          | 4:27.68 | convidado |
| Medalha de prata  | Kamila Govorcín       | Chile         | 4:33.05 |           |
| Medalha de bronze | Yolanda Caballero     | Colômbia      | 4:37.62 |           |
| 4                 | Rejane Bispo da Silva | Brasil        | 4:37.70 |           |
| 5                 | Ángela Figueroa       | Colômbia      | 4:44.36 |           |
| 6                 | Berlín Marrero        | Venezuela     | 5:07.56 |           |

### 5.000 metros
Final – 27 de junho

| Posição           | Atleta                     | Nacionalidade | Tempo    | Notas |
| ----------------- | -------------------------- | ------------- | -------- | ----- |
| Medalha de ouro   | Zenaide Vieira             | Brasil        | 17:37.28 |       |
| Medalha de prata  | Rosa Chacha                | Equador       | 17:44.04 |       |
| Medalha de bronze | Karina Córdoba             | Argentina     | 17:47.34 |       |
| 4                 | Ruby Riativa               | Colômbia      | 17:48.86 |       |
| 5                 | Geisi Álvarez              | Venezuela     | 18:15.57 |       |
| 6                 | Gabriela da Costa Oliveira | Brasil        | 18:33.15 |       |
| 7                 | Susana Vergara             | Chile         | 18:48.50 |       |
| 8                 | Yolimar Pineda             | Venezuela     | 18:55.44 |       |

### 10.000 metros
Final – 26 de junho

| Posição           | Atleta                     | Nacionalidade | Tempo    | Notas |
| ----------------- | -------------------------- | ------------- | -------- | ----- |
| Medalha de ouro   | Rosa Chacha                | Equador       | 36:23.73 |       |
| Medalha de prata  | Ruby Riativa               | Colômbia      | 36:28.67 |       |
| Medalha de bronze | Luz Maldonado              | Venezuela     | 36:42.10 |       |
| 4                 | Gabriela da Costa Oliveira | Brasil        | 38:55.91 |       |
| 5                 | Susana Vergara             | Chile         | 39:16.02 |       |
| 6                 | Débora Gomes Ferraz        | Brasil        | DNF      |       |

### 100 metros barreiras
| Posição | Bateria | Atleta             | Nacionalidade | Tempo | Notas |
| ------- | ------- | ------------------ | ------------- | ----- | ----- |
| 1       | 1       | Briggite Merlano   | Colômbia      | 13.79 | Q     |
| 2       | 1       | Sandrine Legenort  | Venezuela     | 14.11 | Q     |
| 3       | 2       | Fabiana Morães     | Brasil        | 14.17 | Q     |
| 4       | 2       | Ada Hernández      | Venezuela     | 14.22 | Q     |
| 5       | 2       | Karina Quejada     | Colômbia      | 14.27 | Q     |
| 6       | 2       | Alejandra Llorente | Argentina     | 14.27 | q     |

| Posição           | Atleta             | Nacionalidade | Tempo | Notas |
| ----------------- | ------------------ | ------------- | ----- | ----- |
| Medalha de ouro   | Briggite Merlano   | Colômbia      | 13.57 |       |
| Medalha de prata  | Sandrine Legenort  | Venezuela     | 13.79 |       |
| Medalha de bronze | Fabiana Morães     | Brasil        | 14.11 |       |
| 4                 | Mónica Nascimento  | Brasil        | 14.17 |       |
| 5                 | Alejandra Llorente | Argentina     | 14.28 |       |
| 6                 | Karina Quejada     | Colômbia      | 14.29 |       |
| 7                 | Ada Hernández      | Venezuela     | 14.32 |       |

### 400 metros barreiras
Final – 27 de junho

| Posição           | Atleta          | Nacionalidade | Tempo   | Notas |
| ----------------- | --------------- | ------------- | ------- | ----- |
| Medalha de ouro   | Yusmelys García | Venezuela     | 59.80   |       |
| Medalha de prata  | Jéssica Miller  | Uruguai       | 59.84   |       |
| Medalha de bronze | Lucy Jaramillo  | Equador       | 1:00.65 |       |
| 4                 | ?               |               |         |       |
| 5                 | Oneida Céspedes | Venezuela     | 1:02.44 |       |

### 3.000 metros com obstáculos
Final – 27 de junho

| Posição           | Atleta            | Nacionalidade | Tempo    | Notas |
| ----------------- | ----------------- | ------------- | -------- | ----- |
| Medalha de ouro   | Mónica Amboya     | Equador       | 10:20.39 |       |
| Medalha de prata  | Yolanda Caballero | Colômbia      | 10:24.09 |       |
| Medalha de bronze | Ángela Figueroa   | Colômbia      | 10:39.12 |       |

### Revezamento 4x100 m
| Posição | Nacionalidade         | Atletas                                                                          | Tempo | Notas |
| ------- | --------------------- | -------------------------------------------------------------------------------- | ----- | ----- |
| 1       | Colômbia              | Melisa Murillo Felipa Palacios Darlenys Obregón Norma González                   | 43.46 |       |
| 2       | Brasil                | Kátia de Jesus Santos Lucimar Moura Rosemar Coelho Neto Luciana Alves dos Santos | 43.49 |       |
| 3       | Trindade e Tobago     | Keenan Gibson Fana Ashby Kimberly Walker Ayanna Hutchinson                       | 43.89 |       |
| 4       | São Cristóvão e Nevis | Nathandra John Tiandra Ponteen Carol Clarke Virgil Hodge                         | 45.46 |       |

| Posição           | Nacionalidade | Atletas                                                                                      | Tempo | Notas |
| ----------------- | ------------- | -------------------------------------------------------------------------------------------- | ----- | ----- |
| Medalha de ouro   | Brasil        | Alessandra Matos Joaquim Racquel Camillo da Costa Amanda Fontes Dias Thatiana Regina Ignácio | 45.36 |       |
| Medalha de prata  | Chile         | María José Echeverría María Fernanda Mackenna Daniela Pávez Daniela Riderelli                | 45.67 |       |
| Medalha de bronze | Venezuela     | Jackeline Carabalí Ángela Alfonso María Mercedes Ochoa Sandrine Legenort                     | 47.32 |       |
| 4                 | Argentina     |                                                                                              | 47.51 |       |

### Revezamento 4x400 m
Final – 27 de junho

| Posição           | Nacionalidade | Atletas                                                                       | Tempo   | Notas |
| ----------------- | ------------- | ----------------------------------------------------------------------------- | ------- | ----- |
| Medalha de ouro   | Brasil        |                                                                               | 3:40.05 |       |
| Medalha de prata  | Venezuela     |                                                                               | 3:42.61 |       |
| Medalha de bronze | Chile         | Daniela Pávez Daniela Riderelli María Fernanda Mackenna María José Echeverría | 3:48.38 |       |
| 4                 | Argentina     |                                                                               | 3:54.20 |       |

### 20 km marcha atlética
Final – 26 de junho

| Posição           | Atleta              | Nacionalidade | Tempo      | Notas |
| ----------------- | ------------------- | ------------- | ---------- | ----- |
| Medalha de ouro   | Cisiane Dutra Lopes | Brasil        | 1:46:45.03 |       |
| Medalha de prata  | Marcela Pacheco     | Chile         | 1:47:37.12 |       |
| Medalha de bronze | Josette Sepúlveda   | Chile         | 1:48:56.46 |       |
| 4                 | Nayiri Rosales      | Venezuela     | 1:52:11.45 |       |
| 5                 | Juvelitza Valera    | Venezuela     | 1:53:23.75 |       |
| 6                 | Ruth Riativa        | Colômbia      | 2:01:51.69 |       |

### Salto em altura
Final – 27 de junho

| Posição           | Atleta                   | Nacionalidade | Tentativa | Tentativa | Tentativa | Tentativa | Tentativa | Tentativa | Tentativa | Tentativa | Tentativa | Tentativa | Resultado | Notas |
| Posição           | Atleta                   | Nacionalidade | 1.65      | 1.70      | 1.73      | 1.76      | 1.79      | 1.82      | 1.85      | 1.88      | 1.91      | 1.94      | Resultado | Notas |
| ----------------- | ------------------------ | ------------- | --------- | --------- | --------- | --------- | --------- | --------- | --------- | --------- | --------- | --------- | --------- | ----- |
| Medalha de ouro   | Caterine Ibargüen        | Colômbia      | -         | -         | -         | o         | -         | o         | o         | o         | o         | xxx       | 1.91      |       |
| Medalha de prata  | Jhoris Luque             | Venezuela     | -         | o         | o         | o         | o         | xxo       | xxx       |           |           |           | 1.82      |       |
| Medalha de bronze | Mônica Araújo de Freitas | Brasil        |           |           |           |           |           |           |           |           |           |           | 1.76      |       |
| 4                 | Márcia Regina Evers      | Brasil        |           |           |           |           |           |           |           |           |           |           | 1.76      |       |
| 5                 | Verónica Davis           | Venezuela     | o         | o         | o         | xxx       |           |           |           |           |           |           | 1.73      |       |

### Salto com vara
Final – 27 de junho

| Posição           | Atleta                       | Nacionalidade | Resultado | Notas     |
| ----------------- | ---------------------------- | ------------- | --------- | --------- |
| Medalha de ouro   | Milena Agudelo               | Colômbia      | 3.90      |           |
| 2                 | Keisa Monterola              | Venezuela     | 3.80      | convidado |
| Medalha de prata  | Pamela Barnert               | Chile         | 3.80      |           |
| Medalha de bronze | Rosângela da Silva           | Brasil        | 3.70      |           |
| 4                 | Ivanova Zurita               | Venezuela     | 3.60      |           |
| 5                 | Patrícia Gabriela dos Santos | Brasil        | 3.30      |           |

### Salto em comprimento
Final – 27 de junho

| Posição           | Atleta                  | Nacionalidade | Resultado | Notas |
| ----------------- | ----------------------- | ------------- | --------- | ----- |
| Medalha de ouro   | Keila da Silva Costa    | Brasil        | 6.19      |       |
| Medalha de prata  | Caterine Ibargüen       | Colômbia      | 6.05      |       |
| Medalha de bronze | Tânia Ferreira da Silva | Brasil        | 6.05      |       |
| 4                 | Macarena Reyes          | Chile         | 6.00      |       |
| 5                 | Jennifer Arveláez       | Venezuela     | 5.91      |       |
| 6                 | Daniela Coronel         | Venezuela     | 5.80      |       |
| 7                 | Alejandra Llorente      | Argentina     | 5.79      |       |
| 8                 | Natalhie Patiño         | Argentina     | 5.67      |       |

### Salto triplo
Final – 26 de junho

| Posição           | Atleta                  | Nacionalidade | Resultado | Notas |
| ----------------- | ----------------------- | ------------- | --------- | ----- |
| Medalha de ouro   | Keila da Silva Costa    | Brasil        | 13.62     |       |
| Medalha de prata  | Jennifer Arveláez       | Venezuela     | 13.16     |       |
| Medalha de bronze | Tânia Ferreira da Silva | Brasil        | 12.78     |       |
| 4                 | Daisy Ugarte            | Bolívia       | 12.68     |       |
| 5                 | Marielis Rojas          | Venezuela     | 12.59     |       |
| 6                 | Macarena Reyes          | Chile         | 12.27     |       |
| 7                 | Natalhie Patiño         | Argentina     | 11.97     |       |
| 8                 | Alejandra Llorente      | Argentina     | 11.71     |       |

### Arremesso de peso
Final – 26 de junho

| Posição           | Atleta                       | Nacionalidade | Resultado | Notas |
| ----------------- | ---------------------------- | ------------- | --------- | ----- |
| Medalha de ouro   | Paola Cheppi                 | Argentina     | 15.81     |       |
| Medalha de prata  | Ahymará Espinoza             | Venezuela     | 15.45     |       |
| Medalha de bronze | Jennifer Dahlgren            | Argentina     | 14.34     |       |
| 4                 | Leidy Arboleda               | Colômbia      | 14.22     |       |
| 5                 | Regiane Rodrigues Alves      | Brasil        | 13.73     |       |
| 6                 | Rosa Rodríguez               | Venezuela     | 13.33     |       |
| 7                 | Anna Paula Magalhães Pereira | Brasil        | 12.77     |       |
| 8                 | Valeria Steffens             | Chile         | 11.75     |       |

### Lançamento de disco
Final – 26 de junho

| Posição           | Atleta                  | Nacionalidade | Resultado | Notas |
| ----------------- | ----------------------- | ------------- | --------- | ----- |
| Medalha de ouro   | Claudia Ullman          | Argentina     | 44.54     |       |
| Medalha de prata  | Karen Gallardo          | Chile         | 44.00     |       |
| Medalha de bronze | Rita da Conceição Neres | Brasil        | 43.70     |       |
| 4                 | Karina Díaz             | Equador       | 43.50     |       |
| 5                 | Leidy Arboleda          | Colômbia      | 42.72     |       |
| 6                 | Jennifer Dahlgren       | Argentina     | 42.62     |       |
| 7                 | Rosa Rodríguez          | Venezuela     | 42.55     |       |
| 8                 | Liliane Menezes Lacerda | Brasil        | 39.94     |       |
| 9                 | Johana Ramírez          | Colômbia      | 37.92     |       |

### Lançamento de martelo
Final – 27 de junho

| Posição           | Atleta                   | Nacionalidade | Resultado | Notas |
| ----------------- | ------------------------ | ------------- | --------- | ----- |
| Medalha de ouro   | Jennifer Dahlgren        | Argentina     | 65.17     |       |
| Medalha de prata  | Adriana Benaventa        | Venezuela     | 59.18     |       |
| Medalha de bronze | Stefania Zoryez          | Uruguai       | 58.22     |       |
| 4                 | Odette Palma             | Chile         | 57.55     |       |
| 5                 | Rosa Rodríguez           | Venezuela     | 55.98     |       |
| 6                 | Johana Ramírez           | Colômbia      | 54.95     |       |
| 7                 | Fabiana Alves dos Santos | Brasil        | 53.14     |       |
| 8                 | Alessandra Mota Peixoto  | Brasil        | 52.59     |       |
| 9                 | Karina Díaz              | Equador       | 49.25     |       |

### Lançamento de dardo
Final – 27 de junho

| Posição           | Atleta                | Nacionalidade | Resultado | Notas |
| ----------------- | --------------------- | ------------- | --------- | ----- |
| Medalha de ouro   | Leryn Franco          | Paraguai      | 51.53     |       |
| Medalha de prata  | María González        | Venezuela     | 51.01     |       |
| Medalha de bronze | Mariela Aguer         | Argentina     | 45.99     |       |
| 4                 | Jurema de Souza César | Brasil        | 42.40     |       |
| 5                 | Thais Ravazi de Souza | Brasil        | 40.56     |       |
| 6                 | Valeria Steffens      | Chile         | 33.98     |       |

### Heptatlo
Final – 27 de junho

| Colocação         | Atleta                     | Nacionalidade | 100 m C/B   | SA   | AP    | 200 m       | SD         | LD    | 800 m   | Total | Notas |
| ----------------- | -------------------------- | ------------- | ----------- | ---- | ----- | ----------- | ---------- | ----- | ------- | ----- | ----- |
| Medalha de ouro   | Thaimara Rivas             | Venezuela     | 14.72 (0.0) | 1.75 | 12.66 | 25.56 (0.0) | 5.97 (1.1) | 39.55 | 2:29.31 | 5.537 |       |
| Medalha de prata  | Merli Caldeira             | Brasil        | 14.92 (0.0) | 1.63 | 12.45 | 25.01 (0.0) | 5.91 (0.4) | 32.90 | 2:32.32 | 5.218 |       |
| Medalha de bronze | Valeria Steffens           | Chile         | 15.73 (0.0) | 1.63 | 12.45 | 26.14 (0.0) | 5.30 (1.5) | 36.80 | 2:25.00 | 5.001 |       |
| 4                 | Daniela Crespo             | Argentina     | 16.05 (0.0) | 1.78 |       |             |            |       |         | ?     |       |
| 5                 | María de la Paz Azzato     | Argentina     | 14.59 (0.0) | 1.54 |       |             |            |       |         | ?     |       |
| 6                 | Katiuscia Moreira Venâncio | Brasil        | 15.54 (0.0) | 1.69 |       |             |            |       |         | ?     |       |
| 7                 | Glenis Pino                | Colômbia      | 15.59 (0.0) | 1.63 |       |             |            |       |         | ?     |       |
| 8                 | Victoria Quiñones          | Equador       | 16.18 (0.0) | 1.57 |       |             |            |       |         | ?     |       |

Legenda
| Recorde mundial       | Recorde mundial (World record)               |                       | Recorde africano                      | Recorde africano (African) |                                           | Q | Classificado por posição (Qualified) |
| Recorde do campeonato | Recorde do campeonato (Championship record)  | Recorde da América    | Recorde da América (Americas)         | q                          | Classificado por melhor tempo (Qualified) |   |                                      |
| Melhor marca do ano   | Melhor marca do ano (World leading)          | Recorde asiático      | Recorde asiático (Asian)              | DNS                        | Não largou (Did not start)                |   |                                      |
| Recorde nacional      | Recorde nacional (National record)           | Recorde europeu       | Recorde europeu (European)            | DNF                        | Não terminou (Did not finish)             |   |                                      |
| Recorde pessoal       | Recorde pessoal do atleta (Personal best)    | Recorde da Oceania    | Recorde da Oceania (Oceania)          | DSQ / DQ                   | Desclassificado (Disqualified)            |   |                                      |
| Recorde da temporada  | Recorde da temporada do atleta (Season best) | Recorde sul-americano | Recorde sul-americano (South America) | NM                         | Sem marca (No mark)                       |   |                                      |